# 이인성 (소설가)
이인성(李仁星, 1953년 12월 9일~)은 대한민국의 소설가이다. 본관은 여주이다.

## 생애
무교회주의 운동가 이찬갑(1904년~1974년)의 손자이자 역사학자 이기백(1924년~2004년)의 장남으로 피난지 경남 진해에서 태어났고, 서울에서 자라났다. 민족대표 33인 중 기독교계를 대표하는 이승훈의 동생이 고조부이다. 청운국민학교, 경기중학교, 경기고등학교를 나왔고, 서울대학교 불어불문학과 및 동 대학원을 졸업했다. 한국외국어대학교 불어학과 교수(1982~1989)와 서울대학교 불어불문학과 교수(1989~2006)를 역임했다. 2006년 2월 명예퇴직했다.

## 문학
대학 1학년 때인 1973년 1학년 교양과정부의 '향연문학상'에 소설 「여름나기」가 당선되고, 1974년 대학신문사에서 주관한 '대학문학상'에 소설 「나만의, 나만의, 나만의」가 당선됐다. 1975년에는 김현 교수와 만난다. 1980년 계간 《문학과 지성》 봄호에 〈낯선 시간 속으로〉를 발표하며 등단했다. 1982년 《우리 세대의 문학》을 창간했다.
작품집으로 소설집《낯선 시간 속으로》(문학과지성사, 1983년),《한없이 낮은 숨결》(문학과지성사, 1989년), 《강 어귀에 섬 하나》(문학과지성사, 1999년), 장편소설 《미쳐버리고 싶은, 미쳐지지 않는》(문학과지성사, 1995년), 산문집 《식물성의 저항》(열림원, 2000년) 등이 있다. 실험적인 문체와 독창적인 의식의 세계를 형상화하고 있다는 평을 듣고 있다.
《미쳐버리고 싶은, 미쳐지지 않는》과 《낯선 시간 속으로》은 벨맹-노엘 교수에 의해 프랑스어로 번역됐다.
1982년 제22회 한국일보문학상을, 2013년 제7회 김유정문학상을 수상했다. 부인은 심민화(沈民嬅) 전 덕성여대 불문과 교수이다.

## 연극
연극에 관한 저서로 《연극의 이론》(편서)(청하출판사, 1988년)과 《축제를 향한 희극:몰리에르 연구》(문학과지성사, 1992년)이 있다.

## 작품 연보

### 소설
- 〈낯선 시간 속으로〉,《문학과지성》, 1980년 봄호.
- 〈그 세월의 무덤〉,《문예중앙》, 1980년 겨울호.
- 〈길, 한 이십 년〉,《문예중앙》, 1981년, 가을호.
- 〈지금 그가 내 앞에서〉,《우리 세대의 문학》1집, 문학과지성사, 1982년.
- 〈유리창을 떠도는 벌 한 마리〉,《현대문학》, 1982년 10월호.
- 〈그는 왜 그럴 수밖에 없었을까〉,《세계의 문학》, 1984년 봄호.
- 〈편지 쓰기〉, 《말과 삶과 자유》(황순원 선생 고희 기념문집), 문학과지성사, 1985년.
- 〈당신에 대해서〉,《외국문학》, 1985년 봄호.
- 〈당신의 심문에 의한 나의 자기 진술〉,《문예중앙》, 1985년 가을호.
- 〈그리고 그를 이해하기 위하여〉,《숨은 손가락》(문학과지성사 창사 10주년 기념문집), 문학과지성사, 1985년.
- 〈당신 자신인 당신을 향한 물음들〉,《문학사상》, 1986년 3월
- 〈그를 찾아가는 우리의 소설 기행〉,《한국문학》, 1987년 5~6월
- 〈이미 그를 찾아간 우리의 소설 기행〉, 《문학과 사회》, 1988년 봄호
- 〈한없이 낮은 숨결〉,[1] 《문예중앙》, 1988년 가을호.
- 〈마지막 연애의 상상〉, 《현대소설》, 1991년 여름호.
- 〈미쳐버리고 싶은, 미쳐지지 않는〉, 《문학과사회》(연재), 1994년 봄호 - 1995년 겨울호.
- 〈순수한 불륜의 실험〉, 《동서문학》, 1996년 여름호.
- 〈강 어귀에 섬 하나〉, 《문학과사회》, 1998년 봄호.
- 〈무덤가 열입곱 살〉, 《현대문학》, 1999년 7월
- 〈분명히 나쁜 꿈〉,《문학과 사회》, 2002년 가을호.
- 〈악몽여관 407호〉,《작가세계》(분재) 2002년 겨울호/ 2003 여름호.
- 〈돌부림〉,《문학과사회》, 2007년 겨울호.
- 〈한낮의 유령〉,《문학과사회》, 2012년 겨울호(100호).

## 일화
정년을 13년 앞둔 2006년 2월 돌연 서울대 교수직에서 명예퇴직했다. 본인은 "글쓰기에 집중하고 싶다"고 이유를 밝혔지만 주위에서는 BK21 등 정부의 일련의 교육개혁 작업 이후 극심한 구직난에 시달리고 있는 불어불문학과 후배들에게 자리를 내어주기 위해서 일부러 물러났다는 해석을 하는 이들도 있었다. 부인 심민화(沈民嬅) 전 덕성여대 불문과 교수도 함께 명예퇴직했다.
2006년 3월 6일 서울 홍익대 앞 한 클럽에서 제자들과 함께 연극과 노래가 어우러진 이색적인 퇴임식 자리를 가졌다. 연극배우 이철성(88학번)이 짧은 연극을 공연했고, 시인 겸 음악평론가 성기완(86학번)은 자신이 속한 록그룹 ‘3호선 버터플라이’멤버와 함께 무대에 올랐고, 사회는 개그맨 서경석(91학번)가 맡았다. 모임을 주도한 건 연극평론가 조만수(85학번)였다.